# Diecezja Sintang
Diecezja Sintang – rzymskokatolicka diecezja w Indonezji. Powstała w 1948 roku jako prefektura apostolska, podniesiona do rangi wikariatu apostolskiego w roku 1956, a do rangi diecezji w roku 1961.

## Biskupi
- Biskupi Sintang:
  - O. Samuel Oton Sidin OFMCap.
  - Bp Agustinus Agus (1999–2014)
  - O. Agustinus Agus (administrator apostolski 1996–1999)
  - Bp Isak Doera (1976–1996)
  - Bp Lambert van Kessel (1961–1973)

- Prefekci apostolscy  Sintang:
  - O. Lambert van Kessel, S.M.M. (administrator apostolski 1956–1961)
  - O. Lambert van Kessel, S.M.M. (1948–1956)